# Антийи (Гранд-Эст)
Антийи (фр. Antilly) — коммуна на северо-востоке Франции в регионе Гранд-Эст (бывший Эльзас — Шампань — Арденны — Лотарингия), департамент Мозель, округ Мец, кантон Пеи-Месен.
Площадь коммуны — 4,74 км², население — 115 человек (2006) с тенденцией к росту: 153 человека (2013), плотность населения — 32,3 чел/км². Ранее входила в состав Лотарингии.

## Население
Численность населения коммуны в 2008 году составляла 116 человек, в 2012 году — 133 человека, а в 2013-м — 153 человека.
| 1962 | 1968 | 1975 | 1982 | 1990 | 1999 | 2006 | 2008 | 2012 | 2013 |
| ---- | ---- | ---- | ---- | ---- | ---- | ---- | ---- | ---- | ---- |
| 103  | 95   | 117  | 111  | 94   | 107  | 115  | 116  | 133  | 153  |

Динамика населения:

## Экономика
В 2010 году из 85 человек трудоспособного возраста (от 15 до 64 лет) 70 были экономически активными, 15 — неактивными (показатель активности 82,4 %, в 1999 году — 57,7 %). Из 70 активных трудоспособных жителей работали 66 человек (32 мужчины и 34 женщины), 4 числились безработными (двое мужчин и две женщины). Среди 15 трудоспособных неактивных граждан 8 были учениками либо студентами, 3 — пенсионерами, а ещё 4 — были неактивны в силу других причин.